# Вільям Тобурн (веслувальник)
Вільям Тобурн (англ. William Thoburn, 3 грудня 1906 — червень 1997) — канадський академічний веслувальник.
Бронзовий призер Олімпійських Ігор 1932 року в складі вісімки.
Бронзовий призер Ігор Співдружності 1930 року в складі вісімки.